# Liste der Brücken über die Meienreuss
Die Liste der Brücken über die Meienreuss enthält die Brücken der Meienreuss im Meiental auf dem Gemeindegebiet von Wassen im Schweizer Kanton Uri, von der Quelle nahe dem Sustenpass bis zur Mündung in die Reuss nordöstlich von Wassen.

## Brückenliste
23 Übergänge überqueren derzeit den Fluss: Zehn Feldwegbrücken, vier Fussgängerbrücken, drei Strassenbrücken, drei Eisenbahnbrücken, zwei Rohrübergänge und eine Furt.
| Bild | Name                                        | Ort    | Lage | Funktion                                           | Konstruktion                | Material         | Länge in m | Höhe m ü. M. | Bemerkungen |
| ---- | ------------------------------------------- | ------ | ---- | -------------------------------------------------- | --------------------------- | ---------------- | ---------- | ------------ | --- |
|      | Furt bei Unter dem Bockberg                 | Meien  |      | Alpiner Wanderweg                                  | Furt                        | Erdboden         | 8          | 1893         | - Der alpine Wanderweg führt über das Sustenjoch zur Voralphütte und ins Göschenental. |
|      | Steg bei Susten                             | Meien  |      | Feldwegbrücke                                      | Balkenbrücke                | Holz             | 7          | 1763         | - Einfacher Holzsteg ohne Geländer. - Der alpine Wanderweg führt über das Sustenjoch zur Voralphütte und ins Göschenental. |
|      | Alte Sustenweg-Brücke bei Böschen           | Meien  |      | Feldwegbrücke                                      | Balkenbrücke                | Stahl Holz       | 12         | 1661         | - Der Alte Sustenweg ist im Inventar historischer Verkehrswege der Schweiz (IVS) aufgeführt. - Er wurde 2016–2019 erneuert. - Fahrverbot für Motorwagen, Motorräder und Motorfahrräder: Fahrt nur mit Bewilligung des Gemeinderates Wassen gestattet - Mountainbike-Route 1 Alpine Bike (Etappe 10 Andermatt – Meiringen) - Bergwanderweg |
|      | Viehbrücke bei Hinterfeldboden              | Meien  |      | Viehbrücke                                         | Balkenbrücke                | Stahl Holz       | 16         | 1648         | - Metallbrücke mit Holzgeländer und Holzbretterboden. |
|      | Alte Sustenweg-Brücke unterhalb Fürschlacht | Meien  |      | Feldwegbrücke                                      | Balkenbrücke                | Stahl Holz       | 13         | 1642         | - Metallbrücke mit Holzgeländer und Holzbretterboden. - Der Alte Sustenweg ist im Inventar historischer Verkehrswege der Schweiz (IVS) aufgeführt. - Er wurde 2016–2019 erneuert. - Fahrverbot für Motorwagen, Motorräder und Motorfahrräder: Fahrt nur mit Bewilligung des Gemeinderates Wassen gestattet - Mountainbike-Route 1 Alpine Bike (Etappe 10 Andermatt – Meiringen) - Bergwanderweg |
|      | Brücke bei Färnigen                         | Meien  |      | Feldwegbrücke                                      | Balkenbrücke                | Stahl Beton Holz | 40         | 1442         | - Metallbrücke auf Betonpfeiler mit Metallgeländer und Holzbretterboden. - Übergang führt zum landwirtschaftlichen Gebäude Färnigen 20.6. |
|      | Rohrübergang                                | Meien  |      | Rohrübergang                                       |                             | Stahl            | 12         | 1432         | |
|      | Steg bei Matt                               | Meien  |      | Fussgängerbrücke                                   | Balkenbrücke                | Holz             | 10         | 1409         | - Holzbrücke ohne Geländer mit Holzbretterboden. - Übergang führt zum landwirtschaftlichen Gebäude Färnigen 2.5. |
|      | Brücke bei Boden                            | Meien  |      | Feldwegbrücke                                      | Balkenbrücke                | Holz             | 20         | 1369         | - Holzbrücke mit Holzgeländer und Holzbretterboden. |
|      | Brücke bei Fürlauwi                         | Meien  |      | Feldwegbrücke                                      | Balkenbrücke                | Stahl Holz       | 18         | 1333         | - Metallbrücke mit Holzgeländer und Holzbretterboden. |
|      | Brücke unterhalb Aderbogen                  | Meien  |      | Feldwegbrücke                                      | Balkenbrücke                | Holz             | 10         | 1299         | - Holzbrücke mit Holzgeländer und Holzbretterboden. |
|      | Brücke bei Litzigen                         | Meien  |      | Feldwegbrücke                                      | Balkenbrücke                | Stahl Beton Holz | 14         | 1267         | - Metallbrücke auf Betonpfeiler mit Holzgeländer und Holzbretterboden. - Übergang führt zum Wohngebäude Litzigen 2. |
|      | Brücke bei Gärtli                           | Meien  |      | Feldwegbrücke                                      | Balkenbrücke                | Stahl Beton Holz | 32         | 1226         | - Metallbrücke auf Betonpfeiler mit Metallgeländer und Holzbretterboden. |
|      | Verlassener Fussgängersteg unterhalb Husen  | Meien  |      | Fussgängerbrücke                                   | Balkenbrücke                | Stahl            | 12         | 1134         | - Die Brücke kann nicht mehr überquert werden. |
|      | Wasserfassung Feden-Rohrübergang            | Wassen |      | Rohrübergang                                       |                             | Stahl            | 10         | 1094         | - Die Wasserfassung Feden dient seit 1948 dem Kraftwerk Wassen für die SBB-Stromproduktion. - Im Winter 2018/19 wurde das Bauwerk einer umfangreichen Sanierung unterzogen. - Es wurde eine Hinweistafel montiert: Das Betreten der Kraftwerkanlage ist strengstens verboten. Bei Unfällen wird jegliche Haftung abgelehnt! - Das Areal ist mit einer Videoüberwachungsanlage ausgestattet. |
|      | Feden-Brücke                                | Wassen |      | Feldwegbrücke                                      | Fachwerkbrücke Balkenbrücke | Stahl Beton      | 14         | 1089         | - Brücke mit Metallgeländer und Asphaltfahrbahn. - Der Alte Sustenweg ist im Inventar historischer Verkehrswege der Schweiz (IVS) aufgeführt. - Er wurde 2016–2019 erneuert. - Fahrverbot für Motorwagen, Motorräder und Motorfahrräder: Fahrt nur mit Bewilligung des Gemeinderates Wassen gestattet - Mountainbike-Route 1 Alpine Bike (Etappe 10 Andermatt – Meiringen) - Bergwanderweg |
|      | Walker-Steg                                 | Wassen |      | Fussgängerbrücke                                   | Balkenbrücke                | Holz             | 12         | 1020         | - Die Holzbrücke wurde 2003 erbaut. - Der Übergang ist nicht behindertengerecht (Treppe). |
|      | Obere Meienreussbrücke                      | Wassen |      | Eisenbahnbrücke (zweigleisig)                      | Bogenbrücke                 | Beton Stein      | 64         | 993          | - Die Betonbogenbrücke wurde 1962/63 erbaut. Sie ersetzte eine eiserne Fachwerkbrücke. - Die Gotthardbahn-Gebirgsstrecke durch den Scheiteltunnel wurde 1882 eröffnet. - Höchstgeschwindigkeit 80 km/h - Die Fahrbahnhöhe beträgt 46 Meter. - Die Brücke verbindet den Schleifentunnel Leggistein mit dem Maienkreuztunnel. |
|      | Leggisteinbrücke (Sustenstrasse)            | Wassen |      | Strassenbrücke (zweispurig) mit Trottoir           | Bogenbrücke                 | Beton Stein      | 42         | 952          | - Die einbogige Brücke wurde 1938/39 erbaut. - Die Strassenbrücke mit schlankem Beton-Kastenträger und deutlich auskragender Fahrbahnplatte führt über die Schlucht der Meienreuss. - Höchstgeschwindigkeit 80 km/h - Maximale Tragfähigkeit: 32 t. - PostAuto-Buslinie 162 (Meiringen – Susten – Göschenen – Andermatt) - Die Sustenstrasse erforderte eine Bauzeit von sieben Jahren (1938–45). - Während des Zweiten Weltkriegs wurde an der Brücke von der Schweizer Armee ein Sprengobjekt angebracht. |
|      | Mittlere Meienreussbrücke                   | Wassen |      | Eisenbahnbrücke (zweigleisig)                      | Bogenbrücke                 | Beton Stein      | 122        | 945          | - Die Gotthardbahn-Gebirgsstrecke durch den Scheiteltunnel wurde 1882 eröffnet. - Die mit Granitsteinen verkleidete Betonbogenbrücke wurde 1962 erbaut. Sie ersetzte eine eiserne Fachwerkbrücke von 1882. - Das Bauwerk wurde 2006 einer umfassenden Renovation unterzogen. - Höchstgeschwindigkeit 80 km/h - Die Fahrbahnhöhe beträgt 70 Meter. - Das Bauwerk überquert auch die Sustenstrasse (Hauptstrasse 11).                                                                                         |
|      | Untere Meienreussbrücke                     | Wassen |      | Eisenbahnbrücke (zweigleisig)                      | Bogenbrücke                 | Beton Stein      | 60         | 865          | - Die mit Granitsteinen verkleidete Betonbogenbrücke wurde 1959 erbaut. Sie ersetzte eine eiserne Fachwerkbrücke von 1882. - Höchstgeschwindigkeit 80 km/h - Die Gotthardbahn-Gebirgsstrecke durch den Scheiteltunnel wurde 1882 eröffnet. - Die Brücke verbindet den Mühle- mit dem Kirchbergtunnel. |
|      | Gotthardstrasse-Brücke                      | Wassen |      | Strassenbrücke (zweispurig)                        | Bogenbrücke                 | Beton            | 49         | 827          | - Die Betonbogenbrücke wurde 1992 erbaut. Sie hebt sich als modernes Bauwerk klar von den historischen Brücken ab. - Höchstgeschwindigkeit 80 km/h - AAGU-Buslinie 401 (Göschenen – Wassen – Amsteg – Altdorf – Flüelen) - Veloland-Route 3 Nord-Süd-Route (Etappe 4 Flüelen – Andermatt) |
|      | Mühlebrücke (alte Gotthardstrasse)          | Wassen |      | Strassenbrücke (ehemalig), dient heute Fussgängern | Bogenbrücke                 | Stein            | 38         | 824          | - Die Steinbogenbrücke von 1825 wurde bei einem Unwetter 1987 zerstört und 1991 nach alten Plänen wiederaufgebaut. - Die historische Brücke wird heute ausschliesslich durch den Langsamverkehr genutzt. - Auch Meienreussbrücke genannt. |